# Ab ovo

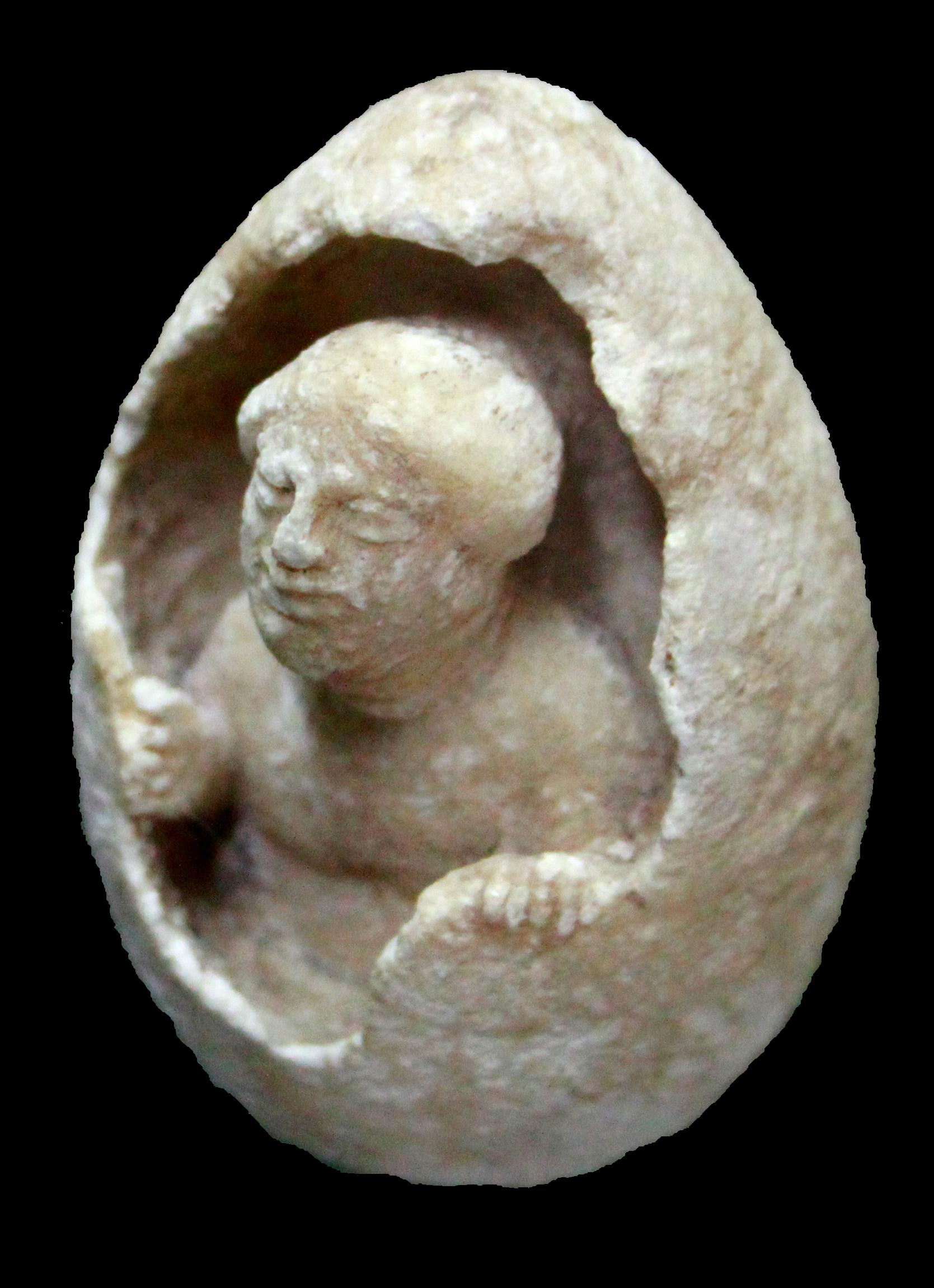
Hélène, « l'éclosion de l'œuf », musée archéologique national de Metaponte.

Ab ovo est une expression latine. Ab signifie « dès », et ovo, « œuf ». Ab ovo signifie donc « à partir de l'œuf ».

## Étymologie
Cette expression a été utilisée par Horace dans son Art poétique : il fait allusion à l’œuf de Léda. Zeus, sous la forme d'un cygne vient se réfugier dans les bras de Léda car il était poursuivi par un aigle. Puis il s'unit à Léda, auprès de l'Eurotas. Léda aurait pondu un ou deux œufs d'où est sortie Hélène. Homère aurait pu y remonter s'il avait voulu raconter ab ovo la guerre de Troie ; mais Horace le loue précisément d'avoir tiré l’Iliade d'un seul événement du siège ; la colère d'Achille, sans remonter jusqu'à la naissance d'Hélène.
Étienne Pasquier, poète au début du XVIe siècle, fut le premier à l’utiliser en français.

## Locution adverbiale
Ab ovo est invariable. Cette locution signifie « dès le commencement » dans le sens littéraire.

« Véridiquement, il exposa tout ab ovo, sans omettre finalement le pourquoi des curieuses étapes destinées à précéder la palpation de son manuscrit, qui, bien plié, fut enseveli sans peine dans son étroite cachette d'or à pierreries. »

— Raymond Roussel, Locus Solus.

## Synonymes
Ab initio est un synonyme de ab ovo.

## Antonymes
In medias res est un antonyme de ab ovo.